# 利府町立しらかし台小学校
利府町立しらかし台小学校（りふちょうりつ しらかしだいがっこう）は宮城県宮城郡利府町にある公立小学校。

## 教育目標
自ら学ぶ意欲をもち，心も体も健康で，人間性豊かな児童の育成

## 校木
- シラカシ[1]

## 沿革
- 1990年（平成2年）5月30日 - 開校準備委員会において校名を「利府町立しらかし台小学校」とすることを決定。
- 1991年（平成3年）
  - 4月1日 - 利府小学校より分離独立し、利府町立しらかし台小学校開校。
  - 4月6日 - 開校式挙行。校木を「しらかし」の木と制定。
  - 11月2日 - 校歌・校旗制定披露式挙行。
- 1992年（平成4年）5月1日 - 第一仮設校舎建築。
- 1994年（平成6年）
  - 3月31日 - 第二仮設校舎建築（職員室・普通教室8・配膳室他）。
  - 4月1日 - 特殊学級「かしの実」学級開設（知的障害・情緒障害学級）。
- 1995年（平成7年）
  - 2月3日 - 学校保健統計調査実施校（文部省より指定）。
  - 4月1日 - 児童増加により青山小学校が分離独立。ことばの通級指導教室開設（児童数27名・担当教諭3名）。
- 2000年（平成12年）12月2日 - 開校十周年記念式典挙行し、祝賀会開催。
- 2002年（平成14年）6月9日 - 5学年児童が、ワールドカップファーストマッチイベントに参加。
- 2003年（平成15年）4月1日 - 特殊学級「ゆりの木」学級開設（肢体不自由学級）。
- 2005年（平成17年）4月1日 - 特殊学級「なのはな」学級開設（知的障害学級）。
- 2006年（平成18年）4月1日 - 学区再編成により、青葉台団地が学区に編入[1]。

## 学区
- しらかし台、青葉台1丁目の一部と2丁目、3丁目 [2]

## 卒業後
- しらかし台中学校へ進学する [2] 。

## 主な卒業生
- 荒川静香（トリノオリンピック女子フィギュアスケート金メダリスト）[3]

## アクセス
- JR東北本線（利府支線）利府駅から、
  - 宮城交通利府線で11～17分、「しらかし台小学校前」バス停下車。
  - 宮城交通利府青山線で22分、「しらかし台小学校前」バス停下車。